# Escut de Torre Baixa
L'escut de Torre Baixa és un símbol representatiu oficial de Torre Baixa, municipi del País Valencià, a la comarca del Racó d'Ademús. Té el següent blasonament:
| « | Escut quadrilong de punta redona, quarterat en creu. Al primer quarter, de gules, cinc torres d'or, posades en aspa, acoblada la del centre de dues flors de lis d'argent. En el segon quarter, d'atzur, un lleopard coronat passant del natural, amb l'urpa davantera recolzada en un món d'argent. En el tercer quarter, d'atzur, un cavall d'argent aparellat, ensellat i girat. En el quart quarter, d'or, quatre pals de gules. Al timbre, corona reial oberta. | » |

## Història
L'escut fou aprovat per Resolució de 21 d'abril de 2004, del conseller de Justícia i Administracions Públiques, publicada en el DOGV núm. 4.751, del 12 de maig de 2004.
Els tres primers quarters presenten les armories dels Ruiz de Castellblanque, antics senyors del poble. Els quatre pals al·ludeixen a la seva pertinença al Regne de València.